# Plaque AutoPro
Die Plaque AutoPro (englisch AutoPro Plaque) war eine Eishockeytrophäe, die von der Québec Major Junior Hockey League jährlich an den Spieler der Liga verliehen wurde, der zum Saisonende die Plus/Minus-Statistik anführte. Die Auszeichnung wurde erstmals in der Saison 1989/90 vergeben und firmierte zunächst bis 1994 unter der Bezeichnung Plaque Transamerica. Nach der Spielzeit 2001/02 wurde die Verleihung der Auszeichnung eingestellt.

## Gewinner
| Jahr    | Spieler             | Team                         | +/− |
| ------- | ------------------- | ---------------------------- | --- |
| 2001/02 | Jonathan Bellemare  | Shawinigan Cataractes        | +43 |
| 2000/01 | Simon Gamache       | Val-d’Or Foreurs             | +64 |
| 1999/00 | Brad Richards       | Rimouski Océanic             | +80 |
| 1998/99 | Simon Tremblay      | Québec Remparts              | +71 |
| 1997/98 | David Thibeault     | Victoriaville Tigres         | +53 |
| 1996/97 | Pavel Rosa          | Hull Olympiques              | +59 |
| 1995/96 | Daniel Goneau       | Granby Prédateurs            | +82 |
| 1994/95 | Frédéric Chartier   | Laval Titan Collège Français | +54 |
| 1993/94 | Michel St. Jacques  | Chicoutimi Saguenéens        | +64 |
| 1992/93 | Claude Savoie       | Victoriaville Tigres         | +47 |
| 1991/92 | Carl Boudreau       | Trois-Rivières Draveurs      | +49 |
| 1990/91 | Christian Larivière | Saint-Hyacinthe Laser        | +50 |
| 1989/90 | Martin St. Amour    | Trois-Rivières Draveurs      | +64 |

## Quelle
- Québec Major Junior Hockey League Guide 2012–13, S. 234.